# Kežemskij rajon
Il Kežemskij rajon è un rajon (distretto) del kraj di Krasnojarsk, nella Russia siberiana centrale; il capoluogo è la città di Kodinsk.